# Садки (Старобільський район)
Садки́ — село в Україні, у Чмирівській сільській громаді Старобільського району Луганської області. Населення становить 302 особи.
Село постраждало внаслідок геноциду українського народу, вчиненого урядом СРСР у 1932—1933 роках, кількість встановлених жертв — 40 людей.
З кінця лютого 2022 року тимчасово окуповано російською федерацією.

## Вихідці
- Андрій Гаркуша (Садки — † 6 вересня 2022, Волохів Яр) - український військовий. З 2018 року був у лавах ЗС України. 24-річний командир взводу - зенітник в складі 25 БрДШВ загинув захищаючи Україну.
- Євген ЖДАНОВ (24 липня 1991 року, Садки — † 28 травня 2024 року) – український військовий. З 2016 року ніс службу в лавах ЗСУ у 54 ОМБр. З 2022 року – командир стрілецького взводу 111 ОБрТО. Загинув захищаючи Україну. Похований у Львові. [2]

## Також
- Перелік населених пунктів, що постраждали від Голодомору 1932-1933, Луганська область